# Oreste Perri
Oreste Perri, född den 27 juli 1951 i Marzalengo, Italien, är en italiensk kanotist.
Han tog bland annat VM-guld i K-1 10000 meter i samband med sprintvärldsmästerskapen i kanotsport 1974 i Mexiko City.